# One-Dot Enemies
One-Dot Enemies est un jeu vidéo d'action développé et édité par Studio Kura, sorti en 2009 sur iOS. Il est cité dans l'ouvrage Les 1001 jeux vidéo auxquels il faut avoir joué dans sa vie.